# Електрични штедњак
Електрични штедњак је штедњак с интегрисаним електричним уређајем за грејање, ради кувања и печења. Електрични штедњаци постали су популарни као замена за штедњаке на чврста горива (дрва или угаљ), за које је потребно више рада и одржавања. Неки модерни штедњаци испоручују се заједно са уграђеним аспираторима. Неки електрични штедњаци могу имати и поклопац, који се традиционално назива певецинер. Певецинери могу бити фиксни, али не морају.
Грејањем штедњака може се управљати помоћу ротационог прекидача са ограниченим бројем позиција (на пример, шест), од којих сваки укључује другачију комбинацију отпора и према томе различиту снагу грејања, или може имати "бесконачни прекидач" који се назива и simmerstat. Неки могу имати термостат.

## Историја
Дана 20. септембра 1859. године, Џорџ Б. Симпсон, награђен је америчким патентом # 25532 за површину са „електро-грејачем“ коју греје намотај жице од платине који се напаја из батерија. По његовим речима, корисно је за „загревање просторија, грејање воде, кување намирница..."
Канадски проналазач Томас Ехарн добио је патентни број 39916, 1892. године за "Електричну пећ", уређај који је вероватно користио за припрему оброка за хотел у Отави те године. Ехарн и Ворен Сопер били су власници компаније Chaudiere Electric Light and Power Company. Електрична пећ је изложена на Светској изложби у Чикагу 1893. године, где је приказан електрификован модел кухиње. За разлику од плинске пећи, електрична пећ је полако прихватана, делом због непознате технологије као и због потребе да се градови електрифицирају. До 1930-их технологија је сазрела и електрична пећ је полако почела да замењује плинску, посебно у домаћинствима. 
1897. године Вилијам Хадевеј је добио амерички патент бр. 574537 за „електричну пећ са аутоматским управљањем“. 
Ране електрични штедњаци били су незадовољавајући због трошкова електричне енергије (у поређењу са дрветом, угљем или градским гасом), ограничене снаге коју испоручује компанија за испоруку електричне енергије, лоше регулације температуре и кратког века грејних елемената. Изум нихром (никл-хром) легуре за отпорне жице побољшао је трошкове и издржљивост грејних елемената. У Сједињеним Државама, иако су три компаније увеле електричне штедњаке 1908. године, продирање је било ретко; електрични штедњак и даље се сматрао новошћу у 1920-им. До 1930-их смањени трошкови електричне енергије и модернизовани стил електричних штедњака увелико су повећали њихову прихваћеност.
Електрични штедњаци и други кућни уређаји пласирали су се ради изградње потражње за електричном енергијом. Током ширења електрификације на селу биле су популарне демонстрације кувања на електричном штедњаку.

### Калгурли штедњак
У новембру 1905. Дејвид Керл Смит, општински инжењер електротехнике у Калгурлију, Западна Аустралија, поднео је захтев за патент (Ауст. Патент бр. 4699/05) за уређај који је адаптирао (по дизајну пећи на гас), онога што је касније постало конфигурација за већину електричних штедњака: пећница изнад које је била плоча за кување са роштиљем између њих. Керл Смитов штедњак није имао термостат; топлота се контролисала бројем уређаја од девет елемената који су били укључени.
Након што је патент одобрен 1906, производња Керл Смит дизајна је започела у октобру исте године. Целокупан производни погон набавио је одсек за снабдевање електричном енергијом општине Калгурли, који је становницима изнајмио штедњаке. Око 50 уређаја је произведено пре него што су прекорачења трошкова постала фактор политике Савета и пројекат је обустављен. Чини се да је то био први пут да су електрични штедњаци у домаћинству произведени са изричитом сврхом увођења "кување струјом ... доступно сваком". Нема постојећих примера овог штедњака, од којих су многи били заплењени због садржаја бакра током Првог светског рата. 
Да би промовисала пећ, супруга Дејвида Керл Смита, Х. Нора Керл Смит (рођена Хелен Нора Мердок, из породице Мердок, познате у аустралијском јавном животу), написала је кувар који садржи упутства за употребу и 161 рецепт. Термо-електрично кување је лако, објављено у марту 1907, стога је прва светска књига кувара за електричне штедњаке. 

## Варијанте
Прва технологија користила је отпорничке грејне намотаје који су грејали гвоздене грејне плоче, на које су постављани лонци. Затим је развијена у спиралну шупљу челичну цев која је кроз средину имала грејни елемент. Цев је намотана у спиралу испод лонца. За разлику од ранијих гвоздених плоча, челична спирала је загревана до црвене топлоте одајући више топлоте лонцу него што је могла топла плоча. 
Седамдесетих година 20. века почеле су се појављивати стаклено-керамичке плоче за кување. Стакло-керамика има веома ниску топлотну проводљивост, коефицијент топлотног ширења је практично нула, али омогућава да инфрацрвено зрачење пролази врло добро. Као грејући елементи користе се електрични грејући калемови или инфрацрвене халогене лампе. Због физичких карактеристика, штедњак се брже греје, остаје мање накнадног грејања и само се плоча загрева док околна површина остаје хладна. Такође, ове кухињске плоче имају глатку површину и на тај начин се лакше чисте, али су знатно скупље. 
Трећа технологија - прво развијена за професионалне кухиње, али данас такође улази и на тржиште за домаћинства - је кување индукцијом. Овај процес је грејао само феромагнетну посуду директно помоћу електромагнетне индукције. Недавни напредак је омогућио да исто функционише и код посуђа од обојених метала, али не тако ефикасно као гвоздених. Индукцијски штедњаци такође имају глатку стаклено-керамичку површину. 

## Потрошња електричне енергије
Типична потрошња електричне енергије једног грејног елемента у зависности од величине је 1–3 кW.